# 奥田勇斗
奥田 勇斗（おくだ はやと、2001年4月21日 - ）は、大阪府河内長野市出身のプロサッカー選手。Jリーグ・セレッソ大阪所属。ポジションはディフェンダー（DF）。

## 略歴
2019年、ガンバ大阪のユースチーム在籍中に2種登録選手としてトップチームおよびU-23チームに登録され、J3リーグで8試合出場1得点の成績を残した。しかし正式昇格には至らず、高校卒業後は桃山学院大学に進学した。
2023年4月27日、2024年シーズンからのセレッソ大阪加入内定、および特別指定選手承認が発表された。5月24日、ルヴァンカップ予選リーグ第5節のFC東京戦で後半開始から途中出場し、C大阪での初出場を飾る。
2023年6月、欧州遠征をするU-22日本代表のメンバーに選ばれる。6月10日の対イングランド戦に、奥田は先発出場した。試合は2-0で勝利した。9月には、アジア大会に臨むU-22日本代表メンバーに選出され、大会を通して主力を務め、準優勝に貢献。
2024年よりセレッソ大阪に加入。3月2日、第2節の鹿島アントラーズ戦で後半に途中出場しJ1デビューを飾る。毎熊晟矢の欧州移籍後はレギュラーに定着。

## エピソード
- プロ入りに当たって、セレッソ大阪、ヴィッセル神戸から獲得オファーを受けたが、ガンバ大阪への練習参加の話もあり、返事を留意した。しかし、ガンバはサイドバックが補強ポイントではなかった事などから話はなくなり、獲得オファーも来なかった。セレッソのスカウト担当者は「補強ポイントがサイドバックで、プレースタイルが合致した。練習参加してもらった時の選手や現場の評価が非常に高かった。小菊昭雄監督からすぐにオファーを出しましょうという意見をもらった」と話した。奥田は「練習に参加したときのチームの雰囲気がいい印象が持てた。自分がやりたいことができた」とチームコンセプトや雰囲気、サイドバックとしてのイメージができた事を加入の理由として明かした[5][6][7][8]。
- 2023年5月8日には、ヴィッセル神戸との練習試合に出場し、アシストを記録して7-0の勝利に貢献。小菊監督は「ハーフタイムに通訳にお願いして自分の気持ちを（右サイドで連係を取るジョルディ・クルークスに）要求していた。こういうことができる選手は間違いなく良くなるし、まだまだ伸びる。コミュニケーション能力も含め、すごい選手が入ってくれるとうれしくなった」「戦術理解度が高いのも感じた。クラブが責任を持ってすばらしい選手、日本代表にしていかないといけないという使命感もわいた。早いタイミングで公式戦出場を考えていきたい。そのくらいきょうのパフォーマンスは良かった」と明かした。そして、5月24日のFC東京戦で後半45分に初出場を飾った[5][6][9]。

## 所属クラブ
- 2008年 - 2013年 長野FC
- 2014年 - 2016年 ガンバ大阪ジュニアユース
- 2017年 - 2019年 ガンバ大阪ユース（向陽台高等学校）
  - 2019年  ガンバ大阪（2種登録選手）
- 2020年 - 2023年 桃山学院大学
  - 2023年  セレッソ大阪（特別指定選手）
- 2024年 -  セレッソ大阪

## 個人成績
| 国内大会個人成績 | 国内大会個人成績 | 国内大会個人成績 | 国内大会個人成績 | 国内大会個人成績 | 国内大会個人成績 | 国内大会個人成績 | 国内大会個人成績 | 国内大会個人成績 | 国内大会個人成績 | 国内大会個人成績 | 国内大会個人成績 |
| 年度             | クラブ           | 背番号           | リーグ           | リーグ戦         | リーグ戦         | リーグ杯         | リーグ杯         | オープン杯       | オープン杯       | 期間通算         | 期間通算         |
| 年度             | クラブ           | 背番号           | リーグ           | 出場             | 得点             | 出場             | 得点             | 出場             | 得点             | 出場             | 得点             |
| 日本             | 日本             | 日本             | 日本             | リーグ戦         | リーグ戦         | リーグ杯         | リーグ杯         | 天皇杯           | 天皇杯           | 期間通算         | 期間通算         |
| ---------------- | ---------------- | ---------------- | ---------------- | ---------------- | ---------------- | ---------------- | ---------------- | ---------------- | ---------------- | ---------------- | ---------------- |
| 2019             | G大23            | -                | J3               | 8                | 1                | -                | -                | -                | -                | 8                | 1                |
| 2023             | C大阪            | 45               | J1               | 0                | 0                | 1                | 0                | 0                | 0                | 1                | 0                |
| 2024             | C大阪            | 16               | J1               | 21               | 1                | 4                | 0                | 2                | 0                | 27               | 1                |
| 通算             | 日本             | 日本             | J1               | 21               | 1                | 5                | 0                | 2                | 0                | 28               | 1                |
| 通算             | 日本             | 日本             | J3               | 8                | 1                | -                | -                | -                | -                | 8                | 1                |
| 総通算           | 総通算           | 総通算           | 総通算           | 29               | 2                | 5                | 0                | 2                | 0                | 36               | 2                |

- 2019年は2種登録選手、2023年は特別指定選手。

出場歴
- Jリーグ初出場 - 2019年5月18日 J3第9節 vsカターレ富山（富山県総合運動公園陸上競技場）
- Jリーグ初出場 - 2019年6月2日 J3第10節 vs藤枝MYFC（パナソニックスタジアム吹田）

## 代表歴
- U-22日本代表
  - アジア競技大会（2023年）